# Listă de filme cu ratingul 100% pe Rotten Tomatoes
Aceasta este o listă de filme cu ratingul 100% pe Rotten Tomatoes. Multe dintre aceste filme, mai ales cele care au un număr ridicat de recenzii pozitive, au obținut o recunoaștere universală și sunt considerate printre dintre cele mai bune. Unele filme apar în listele 100 de ani...100 de filme în timp ce un număr de filme sunt considerate surprinzătoare de către unii experți. Tabelul ar trebui să conțină date corecte la 28 octombrie 2014.

## Lista
| Film                                                  | An   | # Recenzii | Ref.          |
| ----------------------------------------------------- | ---- | ---------- | ------------- |
| The Birth of a Nation                                 | 1915 | 38         | [ 1 ] [ 5 ]   |
| The Cabinet of Dr. Caligari                           | 1920 | 46         | [ 1 ] [ 6 ]   |
| The Kid                                               | 1921 | 20         | [ 7 ]         |
| Robin Hood                                            | 1922 | 8          | [ 8 ]         |
| The Last Laugh                                        | 1924 | 25         | [ 9 ]         |
| Battleship Potemkin                                   | 1925 | 44         | [ 1 ] [ 10 ]  |
| Ben-Hur                                               | 1925 | 7          | [ 11 ]        |
| The Gold Rush                                         | 1925 | 42         | [ 1 ] [ 12 ]  |
| An Andalusian Dog                                     | 1929 | 20         | [ 13 ]        |
| Abraham Lincoln                                       | 1930 | 9          | [ 14 ]        |
| Frankenstein                                          | 1931 | 42         | [ 1 ] [ 15 ]  |
| M                                                     | 1931 | 48         | [ 1 ] [ 16 ]  |
| The Most Dangerous Game                               | 1932 | 16         | [ 17 ]        |
| I Am a Fugitive from a Chain Gang                     | 1932 | 21         | [ 18 ]        |
| Boudu Saved from Drowning                             | 1932 | 22         | [ 19 ]        |
| The Invisible Man                                     | 1933 | 34         | [ 1 ] [ 20 ]  |
| L'Atalante                                            | 1934 | 28         | [ 21 ]        |
| The Bride of Frankenstein                             | 1935 | 41         | [ 1 ] [ 22 ]  |
| Top Hat                                               | 1935 | 37         | [ 1 ] [ 23 ]  |
| Modern Times                                          | 1936 | 53         | [ 1 ] [ 24 ]  |
| Angels with Dirty Faces                               | 1938 | 20         | [ 25 ]        |
| The Adventures of Robin Hood                          | 1938 | 44         | [ 1 ] [ 26 ]  |
| Stagecoach                                            | 1939 | 36         | [ 1 ] [ 27 ]  |
| Young Mr. Lincoln                                     | 1939 | 20         | [ 28 ]        |
| Of Mice and Men                                       | 1939 | 12         | [ 29 ]        |
| The Shop Around the Corner                            | 1940 | 26         | [ 1 ] [ 30 ]  |
| The Grapes of Wrath                                   | 1940 | 42         | [ 1 ] [ 31 ]  |
| The Philadelphia Story                                | 1940 | 49         | [ 1 ] [ 32 ]  |
| Pinocchio                                             | 1940 | 41         | [ 1 ] [ 33 ]  |
| Rebecca                                               | 1940 | 44         | [ 1 ] [ 34 ]  |
| The Mortal Storm                                      | 1940 | 7          | [ 35 ]        |
| The Thief of Bagdad                                   | 1940 | 24         | [ 36 ]        |
| Citizen Kane                                          | 1941 | 67         | [ 1 ] [ 37 ]  |
| The Maltese Falcon                                    | 1941 | 46         | [ 1 ] [ 38 ]  |
| The Palm Beach Story                                  | 1942 | 21         | [ 39 ]        |
| Shadow of a Doubt                                     | 1943 | 31         | [ 1 ] [ 40 ]  |
| Henry V                                               | 1944 | 24         | [ 41 ]        |
| Laura                                                 | 1944 | 58         | [ 1 ] [ 42 ]  |
| Meet Me in St. Louis                                  | 1944 | 30         | [ 43 ]        |
| And Then There Were None                              | 1945 | 12         | [ 44 ]        |
| The Lost Weekend                                      | 1945 | 31         | [ 45 ]        |
| The Killers                                           | 1946 | 31         | [ 1 ] [ 46 ]  |
| Paisan                                                | 1946 | 10         | [ 47 ]        |
| Black Narcissus                                       | 1947 | 26         | [ 48 ]        |
| Brighton Rock                                         | 1947 | 16         | [ 49 ]        |
| Quay of the Goldsmiths                                | 1947 | 31         | [ 1 ] [ 50 ]  |
| The Treasure of the Sierra Madre                      | 1948 | 44         | [ 1 ] [ 51 ]  |
| Kind Hearts and Coronets                              | 1949 | 37         | [ 1 ] [ 52 ]  |
| The Third Man                                         | 1949 | 60         | [ 1 ] [ 53 ]  |
| White Heat                                            | 1949 | 28         | [ 54 ]        |
| All About Eve                                         | 1950 | 58         | [ 1 ] [ 55 ]  |
| Rashomon                                              | 1950 | 48         | [ 1 ] [ 56 ]  |
| The African Queen                                     | 1951 | 38         | [ 1 ] [ 57 ]  |
| The Steel Helmet                                      | 1951 | 13         | [ 58 ]        |
| Ikiru                                                 | 1952 | 30         | [ 59 ]        |
| Singin' in the Rain                                   | 1952 | 47         | [ 1 ] [ 60 ]  |
| Tokyo Story                                           | 1953 | 39         | [ 1 ] [ 61 ]  |
| Julius Caesar                                         | 1953 | 17         | [ 62 ]        |
| The Wages of Fear                                     | 1953 | 40         | [ 63 ]        |
| I Vitelloni                                           | 1953 | 23         | [ 64 ]        |
| On the Waterfront                                     | 1954 | 56         | [ 1 ] [ 65 ]  |
| Rear Window                                           | 1954 | 63         | [ 1 ] [ 66 ]  |
| Seven Samurai                                         | 1954 | 57         | [ 1 ] [ 67 ]  |
| Ordet                                                 | 1955 | 20         | [ 68 ]        |
| The Searchers                                         | 1956 | 41         | [ 1 ] [ 69 ]  |
| 12 Angry Men                                          | 1957 | 45         | [ 1 ] [ 70 ]  |
| Desk Set                                              | 1957 | 17         | [ 71 ]        |
| White Nights                                          | 1957 | 6          | [ 72 ]        |
| Witness for the Prosecution                           | 1957 | 26         | [ 73 ]        |
| Sayonara                                              | 1957 | 9          | [ 74 ]        |
| A Night to Remember                                   | 1958 | 19         | [ 75 ]        |
| Run Silent, Run Deep                                  | 1958 | 8          | [ 76 ]        |
| The 400 Blows                                         | 1959 | 52         | [ 1 ] [ 77 ]  |
| Anatomy of a Murder                                   | 1959 | 42         | [ 1 ] [ 78 ]  |
| Rio Bravo                                             | 1959 | 38         | [ 1 ] [ 79 ]  |
| North by Northwest                                    | 1959 | 62         | [ 1 ] [ 80 ]  |
| The Crimson Kimono                                    | 1959 | 5          | [ 81 ]        |
| Hiroshima, dragostea mea                              | 1959 | 19         | [ 82 ]        |
| Purple Noon                                           | 1960 | 33         | [ 1 ] [ 83 ]  |
| The Young One                                         | 1960 | 8          | [ 84 ]        |
| Divorce Italian Style                                 | 1961 | 17         | [ 85 ]        |
| Through a Glass Darkly                                | 1961 | 19         | [ 86 ]        |
| Knife in the Water                                    | 1962 | 32         | [ 1 ] [ 87 ]  |
| The Miracle Worker                                    | 1962 | 19         | [ 88 ]        |
| Crinii câmpului                                       | 1963 | 13         | [ 89 ]        |
| The Leopard                                           | 1963 | 45         | [ 1 ] [ 90 ]  |
| Dr. Strangelove                                       | 1964 | 67         | [ 1 ] [ 91 ]  |
| Hamlet                                                | 1964 | 5          | [ 92 ]        |
| Mary Poppins                                          | 1964 | 43         | [ 93 ]        |
| I Am Cuba                                             | 1964 | 32         | [ 1 ] [ 94 ]  |
| Black God, White Devil                                | 1964 | 9          | [ 95 ]        |
| Repulsion                                             | 1965 | 58         | [ 1 ] [ 96 ]  |
| How to Steal a Million                                | 1966 | 6          | [ 97 ]        |
| Au Hasard Balthazar                                   | 1966 | 36         | [ 98 ]        |
| Cool Hand Luke                                        | 1967 | 46         | [ 1 ] [ 99 ]  |
| Thoroughly Modern Millie                              | 1967 | 9          | [ 100 ]       |
| Playtime                                              | 1967 | 35         | [ 1 ] [ 101 ] |
| The Odd Couple                                        | 1968 | 32         | [ 102 ]       |
| The Night of the Following Day                        | 1968 | 5          | [ 103 ]       |
| Kes                                                   | 1969 | 24         | [ 104 ]       |
| Investigation of a Citizen Above Suspicion            | 1970 | 12         | [ 105 ]       |
| The Conformist                                        | 1970 | 46         | [ 1 ] [ 106 ] |
| The Phantom Tollbooth                                 | 1970 | 8          | [ 107 ]       |
| The Last Picture Show                                 | 1971 | 46         | [ 1 ] [ 108 ] |
| Wake in Fright                                        | 1971 | 45         | [ 109 ]       |
| The Taking of Pelham One Two Three                    | 1971 | 32         | [ 1 ] [ 110 ] |
| The Godfather                                         | 1972 | 81         | [ 1 ] [ 111 ] |
| Sleeper                                               | 1973 | 29         | [ 112 ]       |
| Murder on the Orient Express                          | 1974 | 20         | [ 113 ]       |
| Ali: Fear Eats the Soul                               | 1974 | 24         | [ 114 ]       |
| Alice in the Cities                                   | 1974 | 14         | [ 115 ]       |
| Lenny                                                 | 1974 | 16         | [ 116 ]       |
| Padre Padrone                                         | 1977 | 6          | [ 117 ]       |
| Stalker                                               | 1979 | 20         | [ 118 ]       |
| The Burning                                           | 1981 | 6          | [ 119 ]       |
| Mad Max 2                                             | 1981 | 36         | [ 1 ] [ 120 ] |
| S.O.B.                                                | 1981 | 15         | [ 121 ]       |
| Fanny and Alexander                                   | 1982 | 34         | [ 1 ] [ 122 ] |
| Chan Is Missing                                       | 1982 | 10         | [ 123 ]       |
| Local Hero                                            | 1983 | 31         | [ 1 ] [ 124 ] |
| Zelig                                                 | 1983 | 21         | [ 125 ]       |
| Broadway Danny Rose                                   | 1984 | 26         | [ 126 ]       |
| The Terminator                                        | 1984 | 50         | [ 1 ] [ 127 ] |
| A Room with a View                                    | 1985 | 23         | [ 128 ]       |
| Paris, Texas                                          | 1984 | 27         | [ 1 ] [ 129 ] |
| My Beautiful Laundrette                               | 1985 | 31         | [ 130 ]       |
| Shoah                                                 | 1985 | 31         | [ 1 ] [ 131 ] |
| Dark Eyes                                             | 1987 | 8          | [ 132 ]       |
| Pelle the Conqueror                                   | 1987 | 8          | [ 1 ] [ 133 ] |
| The Vanishing                                         | 1988 | 35         | [ 1 ] [ 134 ] |
| Henry V                                               | 1989 | 33         | [ 1 ] [ 135 ] |
| Kiki's Delivery Service                               | 1989 | 25         | [ 136 ]       |
| Drugstore Cowboy                                      | 1989 | 27         | [ 137 ]       |
| The Killer                                            | 1989 | 35         | [ 1 ] [ 138 ] |
| My Left Foot                                          | 1989 | 33         | [ 1 ] [ 139 ] |
| Roger & Me                                            | 1989 | 28         | [ 1 ] [ 140 ] |
| The Witches                                           | 1990 | 32         | [ 141 ]       |
| Everybody's Fine                                      | 1990 | 5          | [ 142 ]       |
| Wallace & Gromit: A Grand Day Out                     | 1990 | 19         | [ 143 ]       |
| Europa Europa                                         | 1991 | 16         | [ 144 ]       |
| Bob Roberts                                           | 1992 | 36         | [ 1 ] [ 145 ] |
| Husbands and Wives                                    | 1992 | 36         | [ 1 ] [ 146 ] |
| The Crying Game                                       | 1992 | 47         | [ 1 ] [ 147 ] |
| Searching for Bobby Fischer                           | 1993 | 34         | [ 1 ] [ 148 ] |
| Three Colors: Blue                                    | 1993 | 39         | [ 149 ]       |
| Totally F***ed Up                                     | 1993 | 6          | [ 150 ]       |
| Wallace & Gromit: The Wrong Trousers                  | 1993 | 25         | [ 151 ]       |
| Three Colors: Red                                     | 1994 | 47         | [ 1 ] [ 152 ] |
| Fist of Legend                                        | 1994 | 11         | [ 153 ]       |
| Before Sunrise                                        | 1995 | 42         | [ 1 ] [ 154 ] |
| Toy Story                                             | 1995 | 78         | [ 1 ] [ 155 ] |
| Wallace & Gromit: A Close Shave                       | 1995 | 19         | [ 156 ]       |
| Forgotten Silver                                      | 1996 | 10         | [ 157 ]       |
| Hamsun                                                | 1996 | 5          | [ 158 ]       |
| Paradise Lost: The Child Murders at Robin Hood Hills  | 1996 | 25         | [ 159 ]       |
| The Sweet Hereafter                                   | 1997 | 54         | [ 1 ] [ 160 ] |
| Marcello Mastroianni: I Remember                      | 1997 | 8          | [ 161 ]       |
| Mr. Death: The Rise and Fall of Fred A. Leuchter, Jr. | 1999 | 39         | [ 1 ] [ 162 ] |
| My Voyage to Italy                                    | 1999 | 20         | [ 163 ]       |
| Toy Story 2                                           | 1999 | 163        | [ 1 ] [ 164 ] |
| Yana's Friends                                        | 1999 | 30         | [ 165 ]       |
| The Taste of Others                                   | 2000 | 57         | [ 1 ] [ 166 ] |
| Asoka                                                 | 2001 | 10         | [ 1 ] [ 167 ] |
| Hukkle                                                | 2002 | 31         | [ 1 ] [ 168 ] |
| Live-In Maid                                          | 2004 | 33         | [ 1 ] [ 169 ] |
| Take Out                                              | 2004 | 24         | [ 170 ]       |
| 2 or 3 Things I Know About Him                        | 2005 | 6          | [ 171 ]       |
| Deliver Us from Evil                                  | 2006 | 71         | [ 1 ] [ 172 ] |
| Along the Ridge                                       | 2006 | 7          | [ 173 ]       |
| The Shark Is Still Working                            | 2006 | 12         | [ 174 ]       |
| Rogue                                                 | 2007 | 11         | [ 175 ]       |
| The Order of Myths                                    | 2007 | 33         | [ 1 ] [ 176 ] |
| Taxi to the Dark Side                                 | 2007 | 91         | [ 177 ]       |
| Never Say Macbeth                                     | 2007 | 6          | [ 178 ]       |
| Futurama: Bender's Big Score                          | 2007 | 8          | [ 1 ] [ 179 ] |
| Val Lewton: The Man in the Shadows                    | 2007 | 5          | [ 180 ]       |
| Sea Monsters: A Prehistoric Adventure                 | 2007 | 12         | [ 181 ]       |
| Pray the Devil Back to Hell                           | 2008 | 37         | [ 1 ] [ 182 ] |
| Man on Wire                                           | 2008 | 151        | [ 1 ] [ 183 ] |
| Still Walking                                         | 2008 | 62         | [ 1 ] [ 184 ] |
| Afghan Star                                           | 2008 | 60         | [ 1 ] [ 185 ] |
| Sita Sings the Blues                                  | 2008 | 33         | [ 1 ] [ 186 ] |
| Last Train Home                                       | 2009 | 51         | [ 1 ] [ 187 ] |
| 3 Idiots                                              | 2009 | 6          | [ 1 ] [ 188 ] |
| Nostalgia for the Light                               | 2010 | 42         | [ 1 ] [ 189 ] |
| Poetry                                                | 2010 | 61         | [ 1 ] [ 190 ] |
| Waste Land                                            | 2010 | 68         | [ 191 ]       |
| Batman: Under the Red Hood                            | 2010 | 7          | [ 192 ]       |
| Everyday Sunshine: The Story of Fishbone              | 2011 | 43         | [ 1 ] [ 193 ] |
| The Interrupters                                      | 2011 | 84         | [ 1 ] [ 194 ] |
| Sholem Aleichem: Laughing in the Darkness             | 2011 | 39         | [ 1 ] [ 195 ] |
| We Were Here                                          | 2011 | 41         | [ 1 ] [ 196 ] |
| Wild Bill                                             | 2011 | 25         | [ 197 ]       |
| Gangs of Wasseypur – Part 1                           | 2012 | 10         | [ 198 ]       |
| Horses of God                                         | 2012 | 12         | [ 199 ]       |
| Jab Tak Hai Jaan                                      | 2012 | 5          | [ 200 ]       |
| The Battery                                           | 2012 | 5          | [ 201 ]       |
| More Than Honey                                       | 2012 | 37         | [ 1 ] [ 202 ] |
| Batman: The Dark Knight Returns – Part 1              | 2012 | 5          | [ 203 ]       |
| The Waiting Room                                      | 2012 | 32         | [ 1 ] [ 204 ] |
| 7 Boxes                                               | 2012 | 25         | [ 205 ]       |
| Miele                                                 | 2013 | 15         | [ 206 ]       |
| Bad Hair                                              | 2013 | 7          | [ 207 ]       |
| Best Kept Secret                                      | 2013 | 11         | [ 208 ]       |
| On the Job                                            | 2013 | 14         | [ 209 ]       |
| The Square                                            | 2013 | 59         | [ 210 ]       |
| Sound City                                            | 2013 | 41         | [ 1 ] [ 211 ] |
| The Tale of Princess Kaguya                           | 2014 | 43         | [ 212 ]       |
| Manakamana                                            | 2014 | 30         | [ 213 ]       |
| K2: Siren of the Himalayas                            | 2014 | 7          | [ 214 ]       |
| No No: A Dockumentary                                 | 2014 | 26         | [ 215 ]       |
| Listen Up Philip                                      | 2014 | 13         | [ 216 ]       |
| Burning Bush                                          | 2014 | 16         | [ 217 ]       |
| Ilo Ilo                                               | 2014 | 32         | [ 218 ]       |
| Nas: Time Is Illmatic                                 | 2014 | 29         | [ 219 ]       |
| Beyond the Lights                                     | 2014 | 6          | [ 220 ]       |
| Rocks in My Pockets                                   | 2014 | 14         | [ 221 ]       |
| Gunday                                                | 2014 | 5          | [ 222 ]       |
| Thoda Pyaar Thoda Magic                               | 2008 | 7          | [ 223 ]       |
| Dostana                                               | 2008 | 5          | [ 224 ]       |
| Krrish                                                | 2006 | 7          | [ 225 ]       |
| Fanaa                                                 | 2006 | 6          | [ 226 ]       |

## Vezi și
- Listă de filme cu ratingul 0% pe Rotten Tomatoes